# Noblella
Noblella és un gènere d'amfibis de la família Craugastoridae.

## Taxonomia
- Noblella carrascoicola (De la Riva & Köhler, 1998)
- Noblella duellmani (Lehr, Aguilar, & Lundberg, 2004)
- Noblella heyeri (Lynch, 1986)
- Noblella lochites (Lynch, 1976)
- Noblella lynchi (Duellman, 1991)
- Noblella myrmecoides (Lynch, 1976)
- Noblella ritarasquinae (Köhler, 2000)